# JapanKnowledge
JapanKnowledge — японский образовательный каталог, осуществляющий доступ к различным японским энциклопедиям, справочникам, словарям, журналам, газетам и пр. В общей сложности библиотека насчитывает ~3.6 млн. наименований.
Каталог имеет доступ на платной основе в трёх вариантах: корпоративный, персональный и персональный+.
Студенты некоторых японских иностранных ВУЗов открыт бесплатный доступ. В России бесплатный доступ открыт для посетителей библиотеки Отдела японской культуры Японского Фонда во ВГБИЛ.